# Tabia
Tabia là một đô thị thuộc tỉnh Sidi Bel Abbès, Algérie. Dân số thời điểm năm 2002 là 4.886 người.